# Verbena integrifolia
Verbena integrifolia là một loài thực vật có hoa trong họ Cỏ roi ngựa. Loài này được Sessé & Moc. miêu tả khoa học đầu tiên năm 1886.